# غريزغورز هيدويغ
غريزغورز هيدويغ (بالبولندية: Grzegorz Hedwig)‏ هو راكب الكنو بولندي، ولد في 17 يوليو 1988 في نوفي سونتس في بولندا.

## وصلات خارجية
- غريزغورز هيدويغ على موقع الاتحاد الدولي للكانو (الإنجليزية)
- غريزغورز هيدويغ على موقع اللجنة الأولمبية الدولية (الإنجليزية)
- غريزغورز هيدويغ على موقع أوليمبيديا (الإنجليزية)
- غريزغورز هيدويغ على موقع اللجنة الأولمبية البولندية (مؤرشف) (البولندية)